# Eldfell
Eldfell er en aktiv vulkan på den islandske ø Heimaey.
Eldfell var sidst i udbrud i 1973, hvor vulkanaske og lava dækkede næsten hele øen, hvilket skabte en ny, naturlig havn.
Lige ved siden af Eldfell ligger den udslukte vulkan Helgafell.